# Пророчица Светлана (слика)
Погађање Светлане је слика руског уметника Карла Брјулова, насликана 1836. године, према балади Василија Жуковског „Светлана“. У питању је једина слика Брјулова настала на тему руског националног живота. Слика је насликана техником уља на платну димензија 94×81 центиметар. Чува се у Државном музеју уметности Нижњи Новгород.

## Историја
Крајем лета 1835, Брјулова слика „Последњи дан Помпеје“, која му је донела славу, стигла је из Италије, где је насликана, у Санкт Петербург. Платно је оставило утисак на Николаја I па је Брјулову доделио место професора на Империјалној академији уметности и одмах га позвао у престоницу. Уметник је у то време био у Константинопољу, и након што је добио наређење суверена, одмах је отишао у Санкт Петербург. Његово путовање је прошло кроз Москву, где је стигао 25. децембра 1835. године. У Москви је уметник остао шест месеци где је живео са Антонијем Погољерским, за кога је током боравка у граду насликао „Погађање Светлане“ Долазак уметника поклопио се са предвечерјем Божића, а Брјулов је могао да посматра обред прорицања судбине у кући Перовског, што је помогло да се се слици „подари живост“.
Пре Октобарске револуције, слика је била у колекцији Владимира Орлова-Давидова. Након тога је пребачен у Државни уметнички музеј Нижњег Новгорода, где остаје до данас. Тренутно стање очуваности слике је на задовољавајућем нивоу.

## Прича
Слика приказује сцену божићног прорицања. Девојка са светлокосом плетеницом у кокошнику и руским сарафаном седи леђима окренута посматрачу. Испред ње, на столу, упаљена је свећа у високом свећњаку и огледало, у које јунакиња страховито и напето гледа, надајући се да ће у одразу видети своју вереницу. Радња је инспирисана баладом „Светлана“.

## Уметничке особине
Брјулов је успео да пренесе романтични мистицизам, у чијем духу је написана оригинална балада. У подтексту слике огледало се наслућује као симбол везе са другим светом; одраз у огледалу - као двојност тумачења својствена романтизму; а сама сцена гатања је као жеља за превазилажењем стварности.

## Јавна перцепција
Слика је изазвала жив одзив у Москви, где је уметник живео. Шаликов је објавио стихове на тему у Московские Ведомости:
Брјулов, који је насликао младу девојку у руској хаљини испред огледала,
Погни чело, пријатељу генија, пред оним
што доминира креативном уметношћу,
Бездушни одједном све дарује -
И живот, и лепота, и осећај.